# ایران در المپیک تابستانی ۱۹۵۲
ایران در بازی‌های المپیک تابستانی ۱۹۵۲ که در هلسینکی فنلاند برگزار شد، با ۲۲ ورزشکار شرکت نمود موفق به کسب ۷ مدال و رتبه سی‌ام در این بازی‌ها شد.

## رشته‌ها و تعداد شرکت‌کنندگان
| ورزش       | مردان | زنان | مجموع |
| ---------- | ----- | ---- | ----- |
| دوومیدانی  | ۱     |      | ۱     |
| بوکس       | ۶     |      | ۶     |
| وزنه‌برداری | ۷     |      | ۷     |
| کشتی       | ۸     |      | ۸     |
| مجموع      | ۲۲    | ۰    | ۲۲    |

## مدال‌ها

### جدول مدال‌ها
| رشته       | طلا | نقره | برنز | مجموع |
| ---------- | --- | ---- | ---- | ----- |
| وزنه‌برداری |     | ۱    | ۱    | ۲     |
| کشتی       |     | ۲    | ۳    | ۵     |
| مجموع      |     | ۳    | ۴    | ۷     |

| مدال | نام            | رشته       | مسابقه                |
| ---- | -------------- | ---------- | --------------------- |
| نقره | محمود نامجوی   | وزنه‌برداری | ۵۶ کیلوگرم مردان      |
| نقره | ناصر گیوه‌چی    | کشتی       | ۶۲ کیلوگرم آزاد مردان |
| نقره | غلامرضا تختی   | کشتی       | ۷۹ کیلوگرم آزاد مردان |
| برنز | علی میرزایی    | وزنه‌برداری | ۵۶ کیلوگرم مردان      |
| برنز | محمود ملاقاسمی | کشتی       | ۵۲ کیلوگرم آزاد مردان |
| برنز | جهانبخت توفیق  | کشتی       | ۶۷ کیلوگرم آزاد مردان |
| برنز | عبدالله مجتبوی | کشتی       | ۷۳ کیلوگرم آزاد مردان |

## نتایج

### دو و میدانی
مردان
| ورزشکار        | رویداد           | دور اول | دور اول | دور اول | فینال     | فینال     | جایگاه |
| ورزشکار        | رویداد           | گروه    | زمان    | رتبه    | زمان      | رتبه      | جایگاه |
| -------------- | ---------------- | ------- | ------- | ------- | --------- | --------- | ------ |
| علی باغبان‌باشی | ۵۰۰۰ متر         | ۲       | ۱۵:۰۳.۰ | ۱۱      | راه نیافت | راه نیافت | ۳۶     |
| علی باغبان‌باشی | ۳۰۰۰ متر با مانع | ۲       | ۹:۱۳.۲  | ۶       | راه نیافت | راه نیافت | ۱۷     |

### بوکس
مردان
| ورزشکار          | رویداد  | دور اول                          | دور دوم                 | یک‌چهارم نهایی | نیمه‌نهایی | فینال     | جایگاه |
| ---------------- | ------- | -------------------------------- | ----------------------- | ------------- | --------- | --------- | ------ |
| فضل‌الله نیک‌خواه  | ۵۴ ک‌گ   | Bye                              | کانگ (KOR) · شکست ۰–۳   | راه نیافت     | راه نیافت | راه نیافت | ۹      |
| امانوئل آغاسی    | ۵۷ ک‌گ   | لایشینگ (RSA) · شکست ۰–۳         | راه نیافت               | راه نیافت     | راه نیافت | راه نیافت | ۱۷     |
| پطروس نظربگیان   | ۶۰ ک‌گ   | Bye                              | پاکن (FIN) · شکست ۰–۳   | راه نیافت     | راه نیافت | راه نیافت | ۹      |
| ابراهیم افشارپور | ۶۳.۵ ک‌گ | میلیگان (IRL) · شکست ۰–۳         | راه نیافت               | راه نیافت     | راه نیافت | راه نیافت | ۱۷     |
| ژرژ عیسی‌بگ       | ۶۷ ک‌گ   | عبدالرحمان (EGY) · برد دیسکالیفه | لینمان (NED) · شکست ۱–۲ | راه نیافت     | راه نیافت | راه نیافت | ۹      |
| آرداشس ساگینیان  | ۷۱ ک‌گ   | اررا (ARG) · شکست ۰–۳            | راه نیافت               | راه نیافت     | راه نیافت | راه نیافت | ۱۷     |

### وزنه‌برداری
مردان
| ورزشکار         | رویداد  | پرس   | یک‌ضرب | دوضرب | مجموع | جایگاه |
| --------------- | ------- | ----- | ----- | ----- | ----- | ------ |
| علی میرزایی     | ۵۶ ک‌گ   | ۹۵.۰  | ۹۲.۵  | ۱۱۲.۵ | ۳۰۰.۰ | 3      |
| محمود نامجوی    | ۵۶ ک‌گ   | ۹۰.۰  | ۹۵.۰  | ۱۲۲.۵ | ۳۰۷.۵ | 2      |
| محسن طباطبایی   | ۶۰ ک‌گ   | ۹۰.۰  | ۹۷.۵  | ۱۲۰.۰ | ۳۰۷.۵ | ۸      |
| حسن فردوس       | ۶۳.۵ ک‌گ | ۱۰۲.۵ | ۱۰۷.۵ | ۱۳۵.۰ | ۳۴۵.۰ | ۵      |
| جلال منصوری     | ۷۵ ک‌گ   | ۱۱۰.۰ | ۱۰۷.۵ | ۱۴۰.۰ | ۳۵۷.۵ | ۸      |
| محمدحسن رهنوردی | ۸۲.۵ ک‌گ | ۱۲۰.۰ | ۱۲۲.۵ | ۱۶۰.۰ | ۴۰۲.۵ | ۴      |
| فیروز پژهان     | ۹۰ ک‌گ   | ۱۱۲.۵ | ۱۲۰.۰ | ۱۵۵.۰ | ۳۸۷.۵ | ۵      |

### کشتی
آزاد مردان
| ورزشکار        | رویداد | دور اول                          | دور دوم                    | دور سوم                   | دور چهارم                | دور پنجم                   | دور نهایی                     | جایگاه |
| -------------- | ------ | -------------------------------- | -------------------------- | ------------------------- | ------------------------ | -------------------------- | ----------------------------- | ------ |
| محمود ملاقاسمی | ۵۲ ک‌گ  | داس (IND) · برد ضربه فنی         | بیس (RSA) · برد ضربه فنی   | وبر (GER) · برد ۳–۰       | گمیچی (TUR) · برد ۲–۱    | صیادوف (URS) · برد ۲–۱     | کیتانو (JPN) · شکست ۰–۳       | 3      |
| مهدی یعقوبی    | ۵۷ ک‌گ  | محمدبیوف (URS) · شکست ضربه فنی   | بوردرز (USA) · برد ۳–۰     | شحاته (EGY) · برد ۳–۰     | راه نیافت                | راه نیافت                  | راه نیافت                     | ۸      |
| ناصر گیوه‌چی    | ۶۲ ک‌گ  | هال (GBR) · برد ۳–۰              | Bye                        | مانگاوه (IND) · برد ۳–۰   | اساوی (EGY) · برد ۲–۱    | تومیناگا (JPN) · برد ۲–۱   | شیت (TUR) · شکست ۰–۳          | 2      |
| ناصر گیوه‌چی    | ۶۲ ک‌گ  | هال (GBR) · برد ۳–۰              | Bye                        | مانگاوه (IND) · برد ۳–۰   | اساوی (EGY) · برد ۲–۱    | تومیناگا (JPN) · برد ۲–۱   | هنسون (USA) · برد ۲–۱         | 2      |
| جهانبخت توفیق  | ۶۷ ک‌گ  | گال (HUN) · برد ۳–۰              | میلند (GBR) · برد ضربه فنی | یوجه (TUR) · برد ۲–۱      | نتسهایم (GER) · برد ۲–۱  | یالنایریان (URS) · برد ۳–۰ | آندربری (SWE) · شکست ۰–۳      | 3      |
| جهانبخت توفیق  | ۶۷ ک‌گ  | گال (HUN) · برد ۳–۰              | میلند (GBR) · برد ضربه فنی | یوجه (TUR) · برد ۲–۱      | نتسهایم (GER) · برد ۲–۱  | یالنایریان (URS) · برد ۳–۰ | ایوانز (USA) · شکست ۰–۳       | 3      |
| عبدالله مجتبوی | ۷۳ ک‌گ  | کیسالا (FIN) · برد ۲–۱           | ریبالکو (URS) · برد ۲–۱    | اسکات (AUS) · برد ۳–۰     | یامازاکی (JPN) · برد ۳–۰ |                            | برلین (SWE) · برد ۳–۰         | 3      |
| عبدالله مجتبوی | ۷۳ ک‌گ  | کیسالا (FIN) · برد ۲–۱           | ریبالکو (URS) · برد ۲–۱    | اسکات (AUS) · برد ۳–۰     | یامازاکی (JPN) · برد ۳–۰ | اسمیت (USA) · شکست ۰–۳     |                               | 3      |
| غلامرضا تختی   | ۷۹ ک‌گ  | برونو (FRA) · برد ضربه فنی       | لاهتی (FIN) · برد ضربه فنی | گنوت (ARG) · برد ضربه فنی | ظفر (TUR) · برد ۳–۰      | گوکه (GER) · برد ۳–۰       | تسیماکوریدزه (URS) · شکست ۱–۲ | 2      |
| غلامرضا تختی   | ۷۹ ک‌گ  | برونو (FRA) · برد ضربه فنی       | لاهتی (FIN) · برد ضربه فنی | گنوت (ARG) · برد ضربه فنی | ظفر (TUR) · برد ۳–۰      | گوکه (GER) · برد ۳–۰       | گوریچ (HUN) · برد انصراف      | 2      |
| عباس زندی      | ۸۷ ک‌گ  | Bye                              | کوت (AUS) · برد ۳–۰        | سپونن (FIN) · برد ۳–۰     | پالم (SWE) · شکست ۱–۲    | راه نیافت                  | راه نیافت                     | ۵      |
| احمد وفادار    | ۸۷+ ک‌گ | کانگاسنیمی (FIN) · شکست ضربه فنی | آتان (TUR) · شکست ۱–۲      | راه نیافت                 | راه نیافت                |                            | راه نیافت                     | ۹      |